# Henryk Grynberg
Henryk Grynberg (ur. 4 lipca 1936 w Warszawie) – polski prozaik, poeta, dramaturg, eseista. W swym pisarstwie podejmuje głównie tematykę Holocaustu i losu polskich Żydów.

## Życiorys

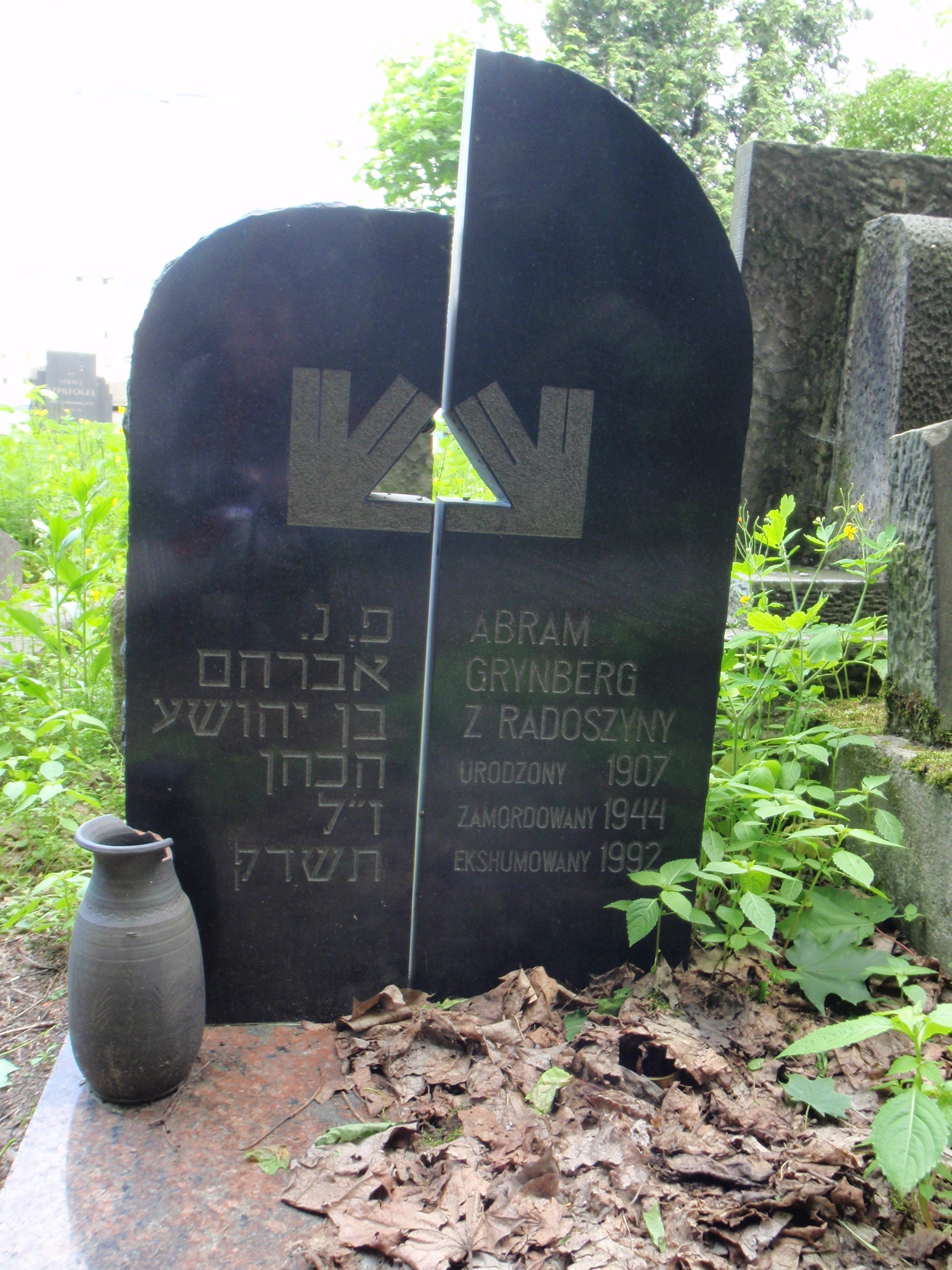
Grób Abrama Grynberga, ojca Henryka Grynberga, na cmentarzu żydowskim na Woli w Warszawie

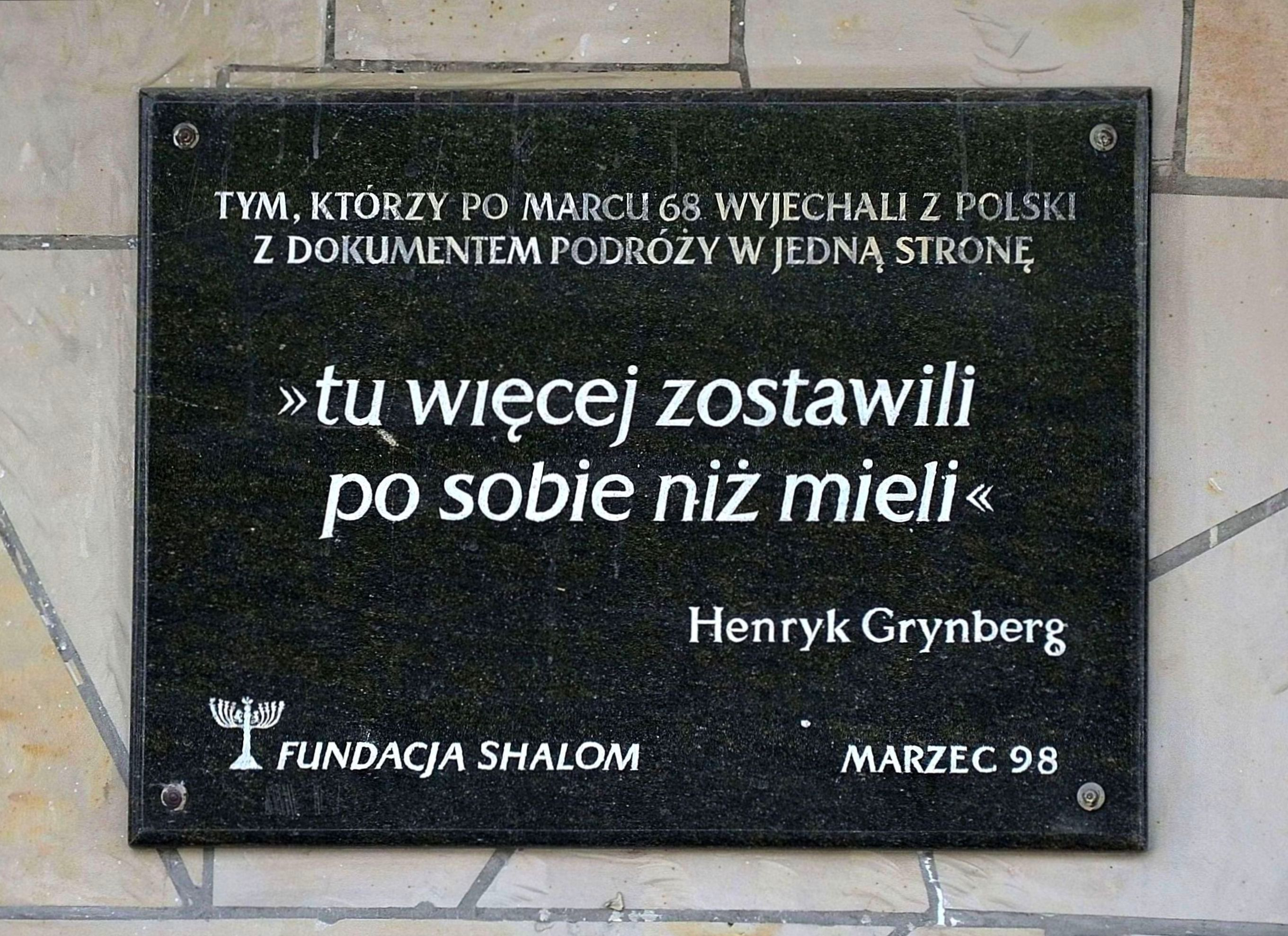
Tablica na budynku dworca Warszawa Gdańska upamiętniająca Polaków żydowskiego pochodzenia zmuszonych do opuszczenia kraju po marcu 1968

W okresie okupacji niemieckiej, ze względu na żydowskie pochodzenie, w latach 1942–1944 ukrywał się w Radoszynie i okolicach oraz – na tzw. aryjskich papierach – w Warszawie. Z całej licznej rodziny Holocaust przeżyli – dzięki pomocy Polaków – tylko on i jego matka. Ojca Grynberga – Abrama – zabił polski chłop, któremu ten oddał na przechowanie dwie krowy. Dwuletniego brata, wydanego przez polskich sąsiadów, zabili Niemcy na terenie pobliskiego Jadowa.
Szkołę średnią, Gimnazjum im. Tadeusza Kościuszki, skończył w Łodzi. W latach 1954–1958 studiował na Wydziale Dziennikarstwa Uniwersytetu Warszawskiego.
Od 1 kwietnia 1959 do 31 grudnia 1967 pracował w warszawskim Teatrze Żydowskim. W 1967 wraz z zespołem teatru wyjechał na występy do USA i pozostał na emigracji. Studiował literaturę rosyjską na Uniwersytecie Kalifornijskim w Los Angeles; pracował w U.S. Information Agency i w rozgłośni Głos Ameryki w Waszyngtonie; współpracował z emigracyjnymi pismami literackimi.
Debiutował opowiadaniem Ekipa „Antygona” („Współczesność” 1959, nr 22). Jego pierwszą książką był zbiór opowiadań pod tym samym tytułem (1963).
W książce Dziedzictwo zbadał i opisał okoliczności śmierci najbliższych krewnych. Dzieło to powstało w związku z filmem dokumentalnym Pawła Łozińskiego z 1992 pt. Miejsce urodzenia. Podpisał List pisarzy polskich na Obczyźnie, solidaryzujących się z sygnatariuszami protestu przeciwko zmianom w Konstytucji Polskiej Rzeczypospolitej Ludowej (List 59).
1 grudnia 2006 „Życie Warszawy” podało informację, że Henryk Grynberg został zarejestrowany 11 października 1956 przez Wydział VII Dep. I jako tajny współpracownik SB o pseudonimie „Reporter”. Zdaniem gazety przekazywał informacje na temat rodziny i znajomych. Okoliczności tego zdarzenia pisarz przedstawił w wywiadzie dla „Życia Warszawy” z 5 lutego 2007 i w książce Ciąg dalszy. Wyjaśnił, że jego kontakty z UB (nie SB), a następnie z wywiadem trwały nie dłużej niż pół roku i były pozorowaniem współpracy wymuszonym poprzez zagrożenie aresztowaniem jego ojczyma. Zaprzeczył także, jakoby kiedykolwiek na kogoś, poza napisaniem pozytywnej opinii o trzech kolegach ze studiów, donosił.
Jest członkiem Stowarzyszenia Pisarzy Polskich.
Jego utwory zostały przetłumaczone na wiele języków, m.in. angielski, francuski, niemiecki, hebrajski i niderlandzki.

## Nagrody i wyróżnienia
Jest laureatem nagród literackich, m.in. Nagrody Kościelskich (1966). Cztery jego książki były nominowane do Nagrody Literackiej Nike (Drohobycz, Memorbuch, Monolog polsko-żydowski, Uchodźcy). Za Drohobycz, Drohobycz otrzymał Koret Jewish Book Award 2002, jedną z najważniejszych nagród literackich dla autorów piszących o tematyce żydowskiej.

## Twórczość

### Proza
- Ekipa „Antygona” (1963)
- Żydowska wojna (1965)
- Zwycięstwo (1969)
- Życie ideologiczne (1975)
- Życie osobiste (1979)
- Życie codzienne i artystyczne (1980, 1998 wyd. łączne: Życie ideologiczne, osobiste, codzienne i artystyczne)
- Prawda nieartystyczna (1984)
- Kadisz (1987, 2005 wyd. pod tytułem Kalifornijski kadisz)
- Szkice rodzinne (1990)
- Dziedzictwo (1993, 2005 wyd. łącznie z Kalifornijskim kadiszem, 2018)
- Pamiętnik Marii Koper (1993)
- Dzieci Syjonu (1994)
- Ojczyzna (1999)
- Drohobycz, Drohobycz (1997)
- Memorbuch (2000, 2018)
- Szmuglerzy, wraz z Janem Kostańskim (2001)
- Monolog polsko-żydowski (2003)
- Uchodźcy (2004, 2018)
- Janek i Maria, wraz z Janem Kostańskim (2006)
- Ciąg dalszy (2008)
- Pamiętnik (2011)
- Pamiętnik 2 (2014)
- Pamiętnik 3 (2017)

### Poezja
- Święto kamieni (1964)
- Antynostalgia (1971)
- Wiersze z Ameryki (1980)
- Po zmartwychwstaniu (1982)
- Wśród nieobecnych (1983)
- Wiersze wybrane z lat 1964–1983, wybór J. Salmonowicz (1985)
- Pomnik nad Potomakiem (1989)
- Wróciłem. Wiersze wybrane z lat 1964–1989, wybór i oprac. R. Stiller (1991)
- Rysuję w pamięci (1995)
- Z Księgi Rodzaju (2000)
- Dowód Osobisty (2006)

### Dramaty
- Kronika (1984)
- Pamiętnik pisany w stodole (1992)
- Kabaret po tamtej stronie (1997)

## Eseje o twórczości Henryka Grynberga
- Antysemityzm i Holocaust w eseistyce Henryka Grynberga. cz. 1., publikacja Yebood.com, jest to analiza Prawdy nieartystycznej, wydania berlińskiego, 1981[13]
- Antysemityzm i Holocaust w eseistyce Henryka Grynberga. cz.2., publikacja Yebood.com, jest to ciąg dalszy analizy Prawdy nieartystycznej, wydania berlińskiego, 1981[14]